# Gymnocalycium monvillei
Gymnocalycium monvillei là một loài thực vật có hoa trong họ Cactaceae. Loài này được (Lem.) Pfeiff. ex Britton & Rose mô tả khoa học đầu tiên năm 1922.

## Hình ảnh

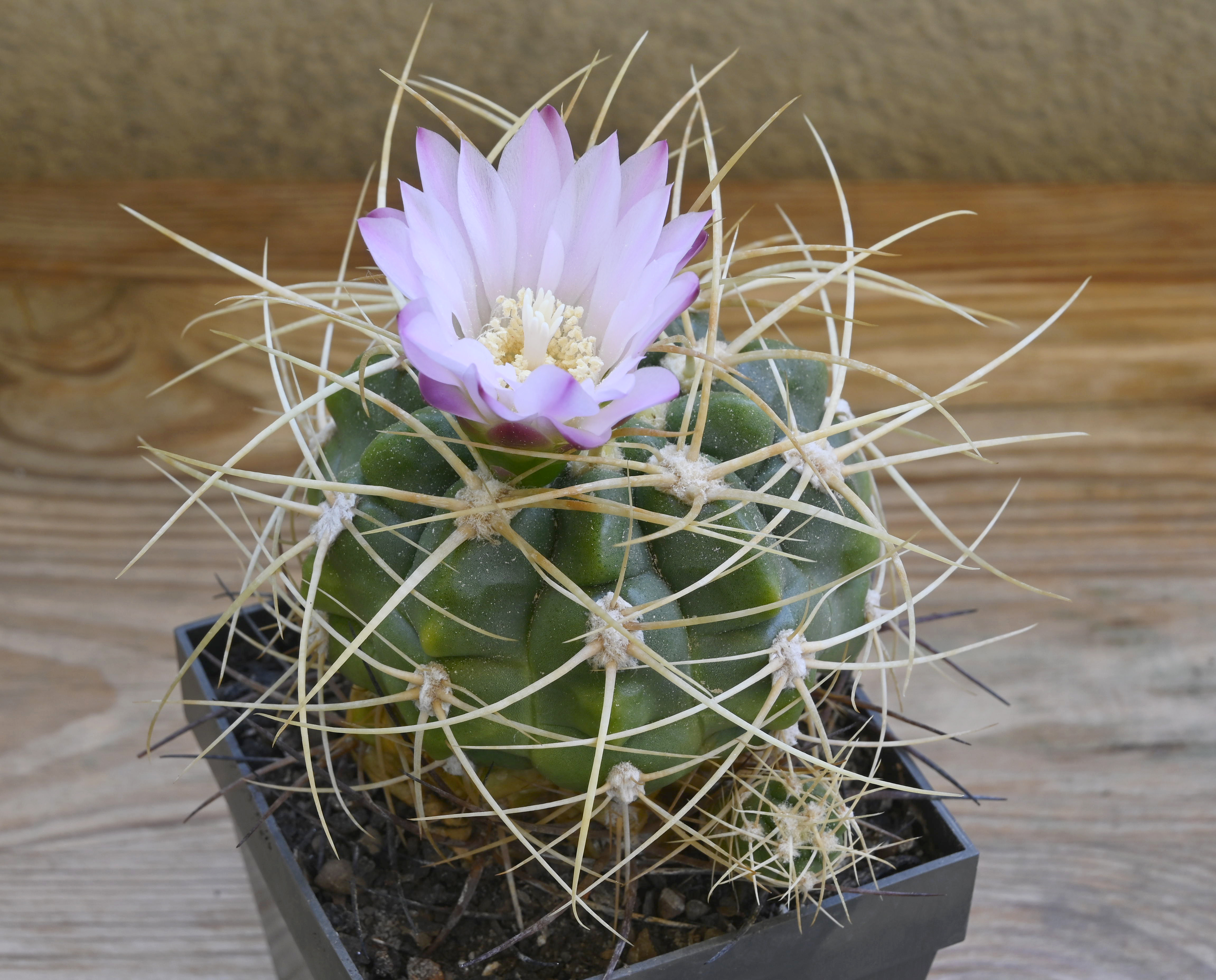
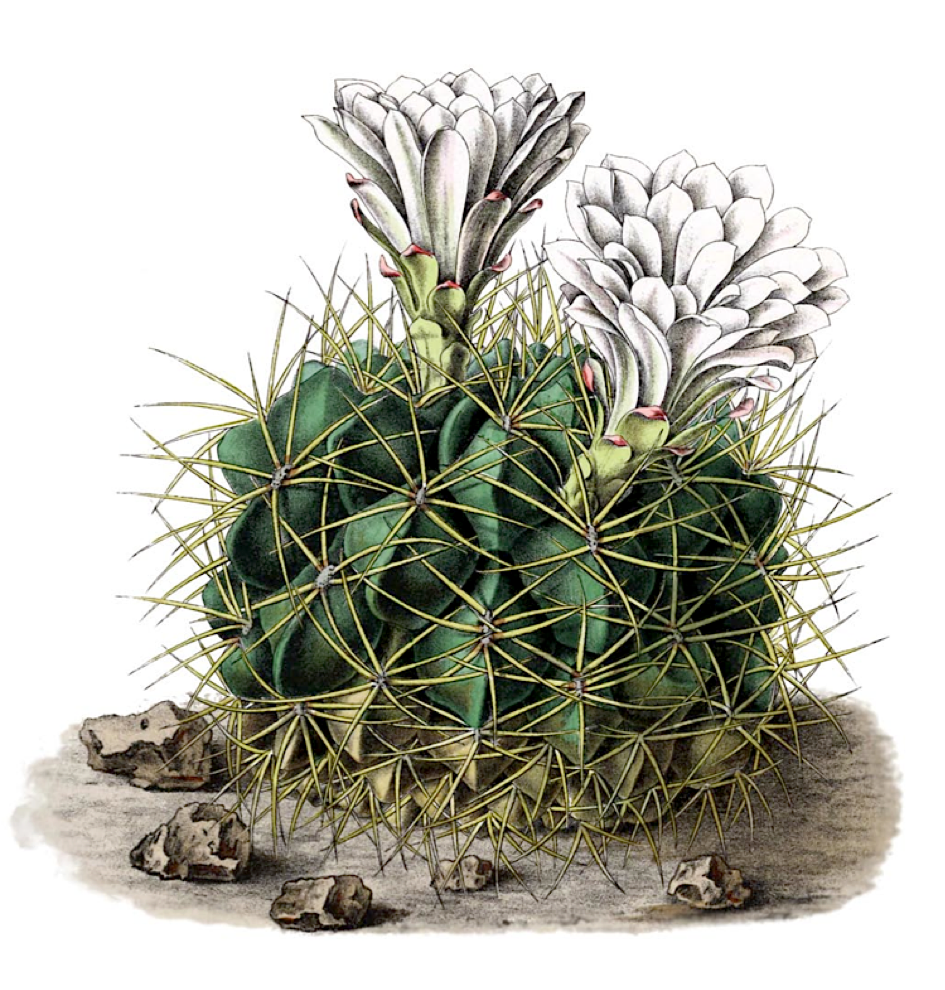
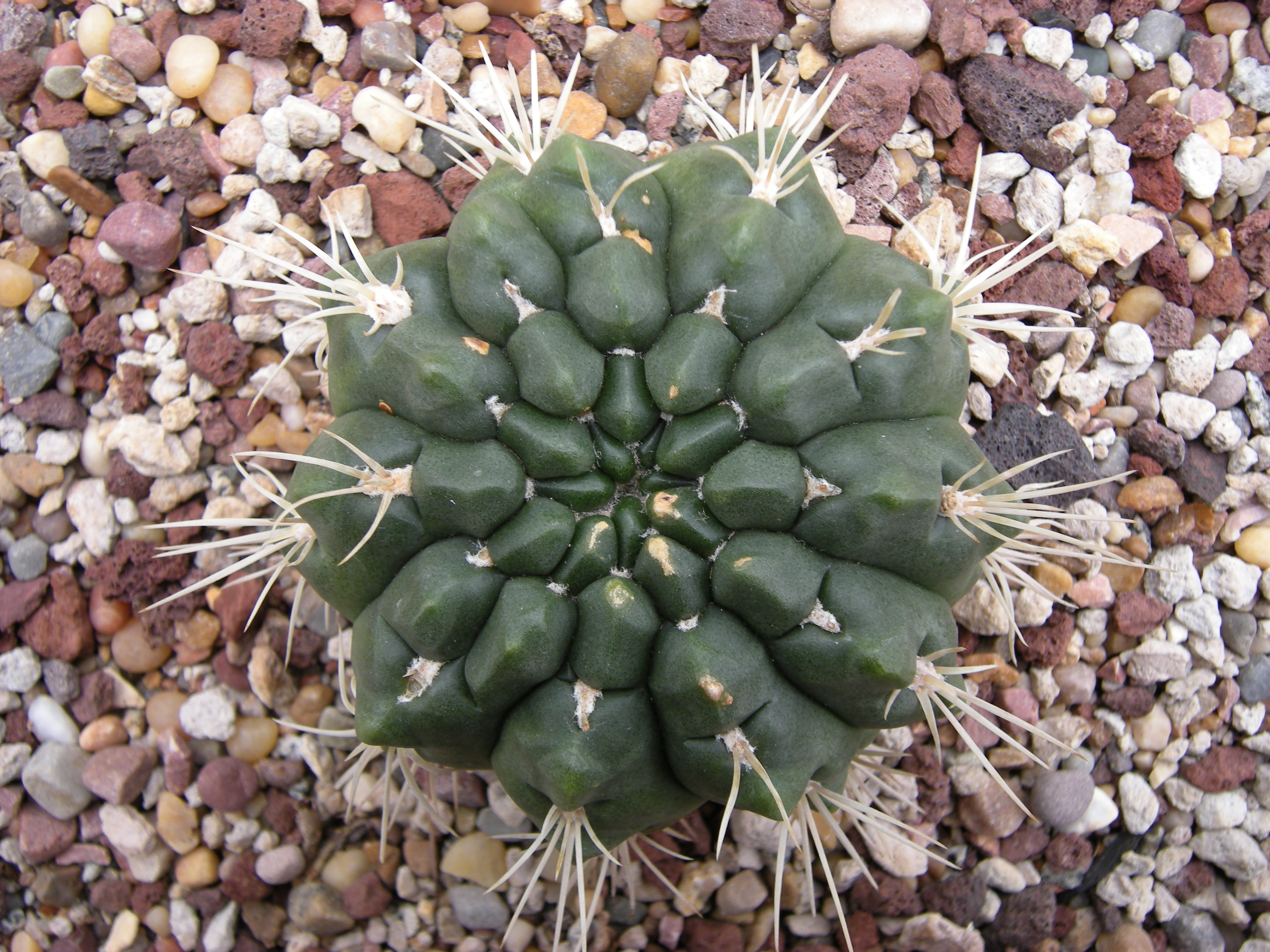
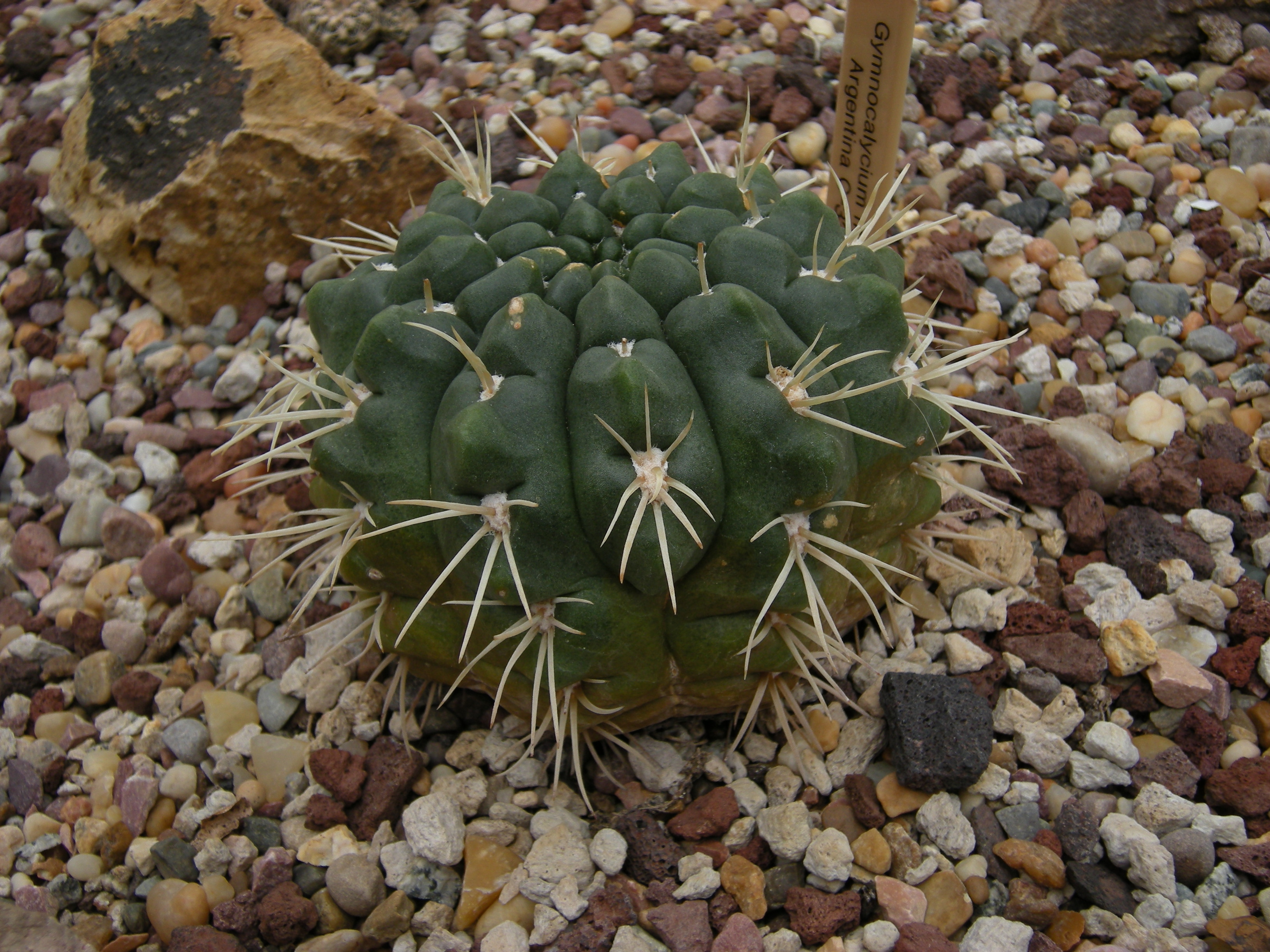